# Emil Pfeiffer
Emil Pfeiffer (* Wiesbaden, 1 de marzo de 1846 - Wiesbaden. 13 de julio de 1921) fue un bacteriólogo y pediatra alemán. Estudió medicina en las universidades de Bonn, Würzburg, y Berlín. Recibió su doctorado en Berlín en 1869.
Como pediatra se ocupó de cuestiones relativas a la nutrición infantil, e hizo campaña a favor de la creación de hogares infantiles y guarderías. 
Es conocido por describir la mononucleosis infecciosa (también conocida como "mono", "fiebre glandular" o "la enfermedad del beso"), y la adenitis febril de Pfeiffer, una enfermedad infecciosa del tejido linfático inducida por el Virus de Epstein-Barr.